# Melquíades Morales Flores
Melquíades Morales Flores (Esperanza, Puebla; 22 de junio de 1942) es un profesor, diplomático, abogado y político mexicano, miembro del Partido Revolucionario Institucional. Entre 1999 y 2005 fue gobernador del estado de Puebla.
Melquíades Morales es hijo de Melquíades Morales Montero y Raquel Flores, está casado con María del Socorro Alfaro, y tiene seis hijos: Fernando, Raquel, Verónica, Socorro, Gabriela y Melquiades. Su hijo Fernando Morales Martínez siguió sus pasos y ha ocupado diversos cargos, siendo el último el de Diputado al Congreso del Estado de Puebla, y sus hermanos Roberto y Jesús también son reconocidos por sus trayectorias políticas y administrativas.
Melquiades Morales es abogado egresado de la hoy Benemérita Universidad Autónoma de Puebla, donde también impartió cátedra a nivel preparatoria, y ha ocupado diversos cargos en la estructura del PRI, entre ellos líder municipal en Puebla y líder del partido a nivel estatal. En 1984 fue secretario de Gobernación del Estado, y ha sido en tres ocasiones diputado federal y senador por Puebla entre 1994 y 1999, cargo que dejó al ser postulado candidato a gobernador del estado.
En 2006 fue elegido senador por Puebla para el periodo 2006-2012.

## Estudios y trayectoria universitaria
Melquiades Morales Flores realizó su estudios básicos en la Escuela Primaria Rural Federal de su natal Santa Catarina Los Reyes, pueblo perteneciente al municipio de Esperanza, y los correspondientes a secundaria y preparatoria, en el Centro Escolar Presidente Francisco I. Madero de Ciudad Serdán. Finalmente, realizó la carrera de Abogado, Notario y Actuario en la Escuela de Derecho y Ciencias Sociales (hoy Facultad) de la Universidad Autónoma de Puebla.
En la hoy Benemérita Universidad Autónoma de Puebla ocupó los siguientes cargos:
- Consejero Técnico de la Escuela de Derecho (1963).
- Presidente de la Sociedad de Alumnos de la Escuela de Derecho (1963).
- Presidente Interino de la Federación Estudiantil Universitaria (1964).
- Profesor durante 6 años en la escuela preparatoria de la propia universidad (1965-1971).

## Acusaciones de participación en fraudes electorales.
En el programa Contexto de la cadena de televisión Telemundo, el periodista Rubén Luengas entrevistó al conductor de televisión Gerardo Lórenz, quien acusó al exgobernador  Melquiades Morales de haberlo entrenado a él y a una generación de jóvenes en el estado de Puebla para cometer fraudes electorales favorables a su partido. 
Para efectuarlos, sus pupilos permanecían hasta 3 días en los almacenes de la paquetería electoral  donde, custodiados por el ejército, rellenaban paquetes con votos falsos y rehacían las actas.

## Cargos en el Partido Revolucionario Institucional
En el PRI, Melquiades Morales ha ocupado numerosos cargos, que han ido desde el nivel municipal hasta el nacional, mismos que a continuación se enumeran:
- Secretario General del Comité Directivo Estatal del PRI en el Estado (1970-1972).
- Secretario de Acción Política del Comité Directivo Estatal del PRI (1972-1975).
- Secretario General del Comité Directivo Estatal del PRI en el Estado (1975).
- Presidente del Comité Municipal del PRI en la Ciudad de Puebla (1983-1985).
- Presidente del Comité Directivo Estatal del PRI (1985).
- Comisionado del PRI ante la Comisión Federal Electoral (1988).
- Presidente del Comité Directivo Estatal del PRI (1991-1993).
- Miembro del Consejo Político Nacional del CEN del PRI (1993).
- Coordinador del Consejo Regional del CEN del PRI en el Estado de Chihuahua (1995).
- Coordinador Regional del CEN del PRI en el Estado de Oaxaca (1996).
- Coordinador Regional del CEN del PRI en el Estado de Michoacán (1997).

## Cargos en la Confederación Nacional Campesina (CNC)
- Secretario de Organización de la Liga de Comunidades Agrarias y Sindicatos Campesinos en el Estado de Puebla (1971).
- Secretario General de la Liga de Comunidades Agrarias y Sindicatos Campesinos del Estado de Puebla (1978).
- Secretario de Fomento de la Industria Rural del Comité Ejecutivo Nacional (CEN) de la Confederación Nacional Campesina (1980).
- Secretario de Acción Electoral del Comité Ejecutivo Nacional de la CNC (1986).
- Secretario General Suplente del CEN de la CNC (1989).
- Secretario de Organización del CEN de la CNC (1992).

## Cargos como Servidor Público en el Estado de Puebla
- Defensor de oficio adscrito a los juzgados penales de Puebla (1968).
- Secretario Auxiliar (1969-1972) del General y doctor Rafael Moreno Valle, gobernador constitucional del Estado de Puebla, al tiempo que era diputado suplente a la XLIV Legislatura del Congreso del Estado de Puebla.
- Secretario general del H. Ayuntamiento del Municipio de Puebla (1983).
- Secretario de gobernación en el Estado de Puebla (1984).

## Miembro de Asociaciones Civiles
- Asociación de Abogados de Puebla, A.C.
- Colegio de Notarios del Estado de Puebla.
- Sociedad Mexicana de Geografía y Estadística.
- Ilustre Colegio de Abogados del Estado de Puebla.

## Cargos Obtenidos por Elección Popular
- Diputado suplente a la XLIV Legislatura del Congreso del Estado de Puebla (1969-1972).
- Diputado a la XLV Legislatura del Congreso del Estado de Puebla, durante la cual fungió como coordinador del grupo parlamentario del PRI y, en dicha calidad, presidente de la Gran Comisión (Presidente del Congreso), 1972-1975.
- Diputado suplente a la L Legislatura del Congreso de la Unión (1976-1979).
- Diputado a la LI Legislatura del Congreso de la Unión (1979-1982).
- Senador suplente por el Estado de Puebla para las LII y LIII Legislaturas del Congreso de la Unión (1982-1985 y 1985-1988).
- Diputado a la LIII Legislatura del Congreso de la Unión (1985-1988).
- Diputado federal a la LV Legislatura del Congreso de la Unión (1991-1994).
- Senador de la República por el Estado de Puebla, integrante de las LVI y LVII Legislatura del Congreso de la Unión (1994-1997 y 1997-2000, aunque dejó el cargo en 1998 para asumir la candidatura del PRI al gobierno poblano).
- Como senador en estos períodos, fue secretario de las Comisiones de gobernación y asuntos indígenas, y Comisionado de asuntos migratorios, defensa, cultura, estudios legislativos, puntos constitucionales y relaciones exteriores.
- Candidato del PRI a la Gubernatura del Estado de Puebla en 1998 tras una elección interna contra José Luis Flores Hernández, exsecretario de Finanzas y diputado federal.
- Gobernador Constitucional del Estado de Puebla para el período 1999-2005.
- Senador de la República por el Estado de Puebla electo para las LX y LXI Legislaturas del Congreso de la Unión (2006-2012).
- A este último cargo fue elegido por primera minoría (no por mayoría como todas las veces anteriores) y es integrante de la Junta de Coordinación Política.